# 関川誠
関川 誠（せきがわ まこと、1954年1月8日 - ）は、日本の実業家。東京都出身。株式会社宝島社代表取締役社長。

## 人物・経歴
東京都出身。1978年、上智大学外国語学部を卒業後、株式会社ジェー・アイ・シー・シー（現・宝島社）に入社。1980年、月刊「宝島」編集長に就任。1989年、女性ファッション誌『CUTiE』創刊編集長に就任、のちに男性ファッション誌、モノ雑誌、女性向けライフスタイル誌、シニア向けファッション誌などの創刊をプロデュース。「ファッション誌の宝島社」へと変貌を遂げていく礎を築いた。2004年、同社取締役に就任。
2009年、すべての刊行物を統括する編集総局長に就任。2018年、雑誌監修のファッションブランド協業事業を興す。2023年12月14日、創業者であり代表取締役社長であった蓮見清一の逝去に伴い、同25日付で同社代表取締役社長に就任。